# Kościół Świętej Trójcy w Książkach
Kościół Świętej Trójcy w Książkach – rzymskokatolicki kościół parafialny, zlokalizowany w centrum wsi Książki (powiat wąbrzeski, województwo kujawsko-pomorskie).

## Historia
Jako że w drugiej połowie XVII wieku we wsi większość mieszkańców stanowili protestanci (Olędrzy), to posługę religijną sprawował tu pastor (w 1679 wzmiankowany jest Jakob, który był także nauczycielem, który nabożeństwa odprawiał w salce lekcyjnej). Drewniany kościół na cmentarzu wzniesiono w 1720. Był on wyposażony w dzwonnicę. Drugą drewniana świątynię wybudowano w 1777, a kolejną (murowaną, neoromańską) w latach 1868–1869 – jest to świątynia obecna. Parafia protestancka we wsi istniała wcześniej – od 1853. Pierwszym pastorem był Johann Pancritius. W 1864 wybudowana została osobna kaplica dla baptystów, którzy osiedlili się w Książkach w 1860, a w 1900 było ich tam około dwustu. W latach 1920–1939 była to jedyna kaplica baptystyczna w ówczesnym województwie pomorskim.
24 lipca 1868 położono kamień węgielny pod budowę obecnego kościoła. 18 czerwca 1869 obiekt został konsekrowany przez dr Mulla z Królewca. Jako katolicki został ponownie konsekrowany w 1945 przez Józefa Kowalskiego dziekana z Wąbrzeźna i pozostawał wówczas kościołem filialnym parafii w Łopatkach (parafię w Książkach erygował dopiero w 1958 biskup Kazimierz Kowalski).

## Wyposażenie
Wyposażenie wnętrza świątyni pochodzi z XIX wieku. Ołtarz Matki Boskiej reprezentuje styl neogotycki, a oprawa organów jest neoklasycystyczna.

## Otoczenie
Przy kościele stoi plebania z 1891, rozbudowana w 1902. Na cmentarzu przy świątyni znajduje się zbiorowa mogiła ponad 130 ofiar niemieckich nazistów. Oprócz tego, po drugiej stronie ulicy, istnieje cmentarz żołnierzy sowieckich.